# برومبرگ، اتریش
برومبرگ (به آلمانی: Bromberg) یک منطقهٔ مسکونی در اتریش است که در ناحیه وینر نوی‌اشتات-لاند واقع شده‌است. برومبرگ ۳۱٫۰۹ کیلومتر مربع مساحت دارد ۴۸۷ متر بالاتر از سطح دریا واقع شده‌است.

## خواهرخوانده
شهر ویلهمسهافن خواهرخواندهٔ برومبرگ هست.